# Kar98k
카라비너 98 쿠르츠(독일어: Karabiner 98 kurz, 약어: Kar98k, K98, K98k)은 1935년 6월 21일 독일 국방군에 의해 표준 제식소총으로 채택된 7.92 × 57mm 탄환을 사용하는 볼트액션 기병총이다. 이 소총은 독일 마우저사 군용 소총들 중에 최종 형태 중 하나이다. 제2차 세계대전 중 반자동, 자동 소총들이 등장했지만, Kar98k는 1945년 종전까지 핵심적인 독일 제식소총 역할을 했다. 제2차 세계대전 종전 시기에 수백만 정이 소련에 노획되었으며, 군사원조로서 많은 국가에 제공되었다. 이 때문에 Kar98k는 창고에서 나와 전세계에서 많은 전쟁에 사용되고 있다.

## 역사
1934년 2월, 독일 육군병기국은 새 군용소총 채용을 지시한다. K98k는 마우저사의 이전 소총들, Standardmodell, Karabiner 98b, Gewehr 98의 특징을 물려받는다. K98k는 이전의 K98b에서 총열을 보다 140mm 짧은 600mm 기병총 총열을 사용한 까닭에 Karabiner 98 kurz라는 이름을 갖게 된다. (참고: K98b는 기병총 (독일어: Karabiner)로 명명되었으나, 제1차 세계대전 시기의 기병총 슬링 방식, 꺾인 노리쇠 손잡이 설계를 제외하면 총열 길이, 성능 등은 보병총 (독일어: Gewehr)의 사양이다. 신형 기계식 조준기를 장착하고 1924년 제식채용되었다.) 이전 모델처럼, 이 소총은 기계식 조준기 사용시 500m와 8배 망원조준경 사용시 1000m 이상의 유효사거리와 함께 높은 신뢰성, 정확성을 보여준다

## 설계 상세

### 특징

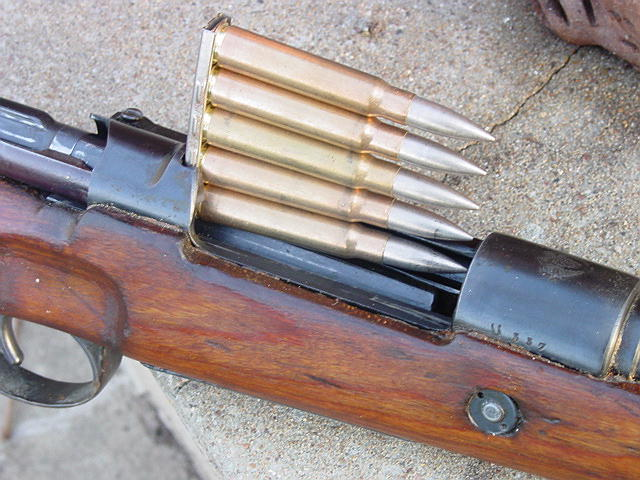
K98k 장전 클립과 5발 7.92×57mm 마우저 탄환

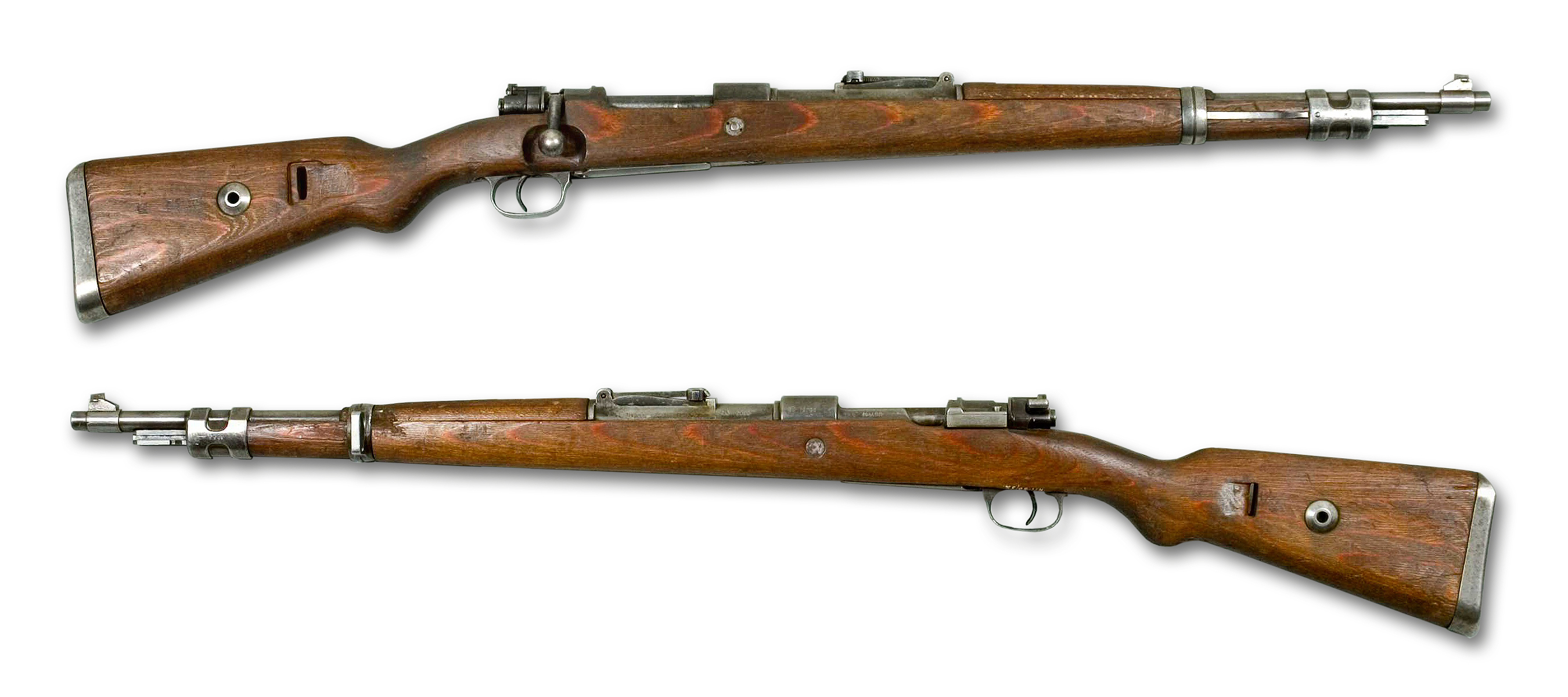
K98k, 스웨덴 군사 박물관 소장

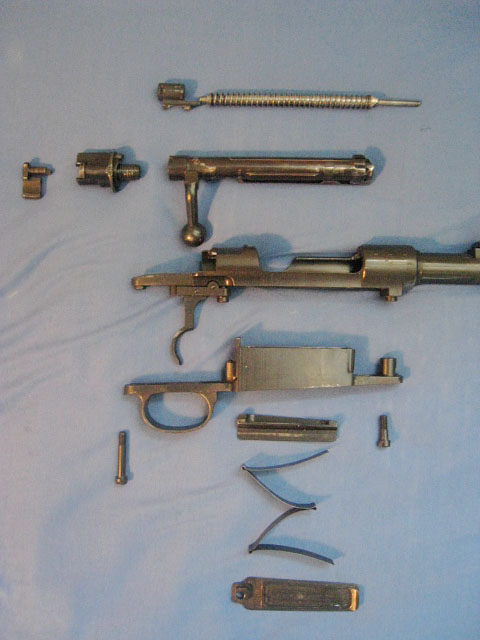
K98k 작동부 분해

K98k는 마우저 M98 수동 볼트액션 방식을 사용하는 수동 볼트액션 소총이다. 내장 탄창은 5발의 7.92mm 탄환을 장전 클립이나 1발씩 장전할 수 있다. Gewehr 98의 수평 노리쇠 손잡이는 꺾인 노리쇠 손잡이로 대체되었다. 이로 인해 빠른 노리쇠 작동이 쉬워지고, 리시버 위를 덜 가리게 되며, 리시버 위에 광학 조준장치를 직접 장착할 수 있게 되었다. (그렇지 않을 경우 간섭이 없는 총열, 가늠자 부분에 장착하게 된다) 각 소총마다 착검장치 아래로 보관 가능한 짧은 (총열 길이의 약 1/3) 꼬질대가 제공되었다.
금속 부품은 자철석 (마그네타이트, 철산화물 Fe3O4) 층을 형성해 부식을 방지하는 방청법인 블루잉 착색이 되어 있다. 이런 흑색 피막 층은 부식에 대해 제한적인 방청효과를 내기 때문에, 습기나 갈바니 부식을 방지하려면 방수 오일을 도포한다. 1944년부터 좀더 효과적인 금속표면 가공법으로 인산염 피막처리인 파카라이징이 사용되었다.

### 조준장치
K98k의 기계식 조준기는 개방 막대형 가늠쇠, V모양 홈의 탄젠트형 가늠자를 사용한다. 1939년부터 광순응으로 가늠쇠가 보이지 않는 경우를 줄이고, 가늠쇠 막대를 보호하기 위해 가늠쇠에 탈착가능한 가늠쇠 후드가 장착된다. 이 단순한 구조의 조준기는 야전에서의 거친 조작, 먼 거리의 지역사격이나 어두운 상황에서의 조준에 적합하지만, 먼 거리의 단일표적이나 작은 표적에 대한 정확한 조준에는 효과적이지 못하다. 탄젠트형 가늠자는 1935년의 7.92×57mm IS 탄환 탄도를 기준으로 100m에서 2000m까지 100m 간격으로 조작하도록 되어있다. 이 탄환은 12.8g sS (schweres Spitzgeschoß, 뜻: 중량-Spitzer(탄두가 예리한)-탄두) 탄자를 사용한다.

### 나무 스톡
초기 K98k는 원목 호두나무나, 1943년부터 일부 원목 참나무로 제작된 스톡을 사용한다. 1930년대의 실험 끝에, 1937년부터는 너도밤나무를 사용한 라미네이트 스톡을 사용한다. 합판 라미네이트는 재래의 원목보다 강하고 뒤틀림이 적으며, 길게 성숙한 원목이 필요하지 않으므로 더 저렴했다. 라미네이트 스톡은 치밀한 결합구조 때문에 원목 스톡보다 비교적 무겁다. 호두나무와 너도밤나무 합판과 더불어, 느릅나무도 소량 사용되었다. 권총형 손잡이를 가진 K98k 라미네이트 스톡의 개머리는 판형 개머리판을 사용해온 1940년 초반까지 종종 끝이 갈라졌는데, 1940년 이후 개머리의 파손을 막기 위해 컵형 개머리판이 사용된다. 모든 스톡은 철제 개머리판을 장착한다.

### 악세서리

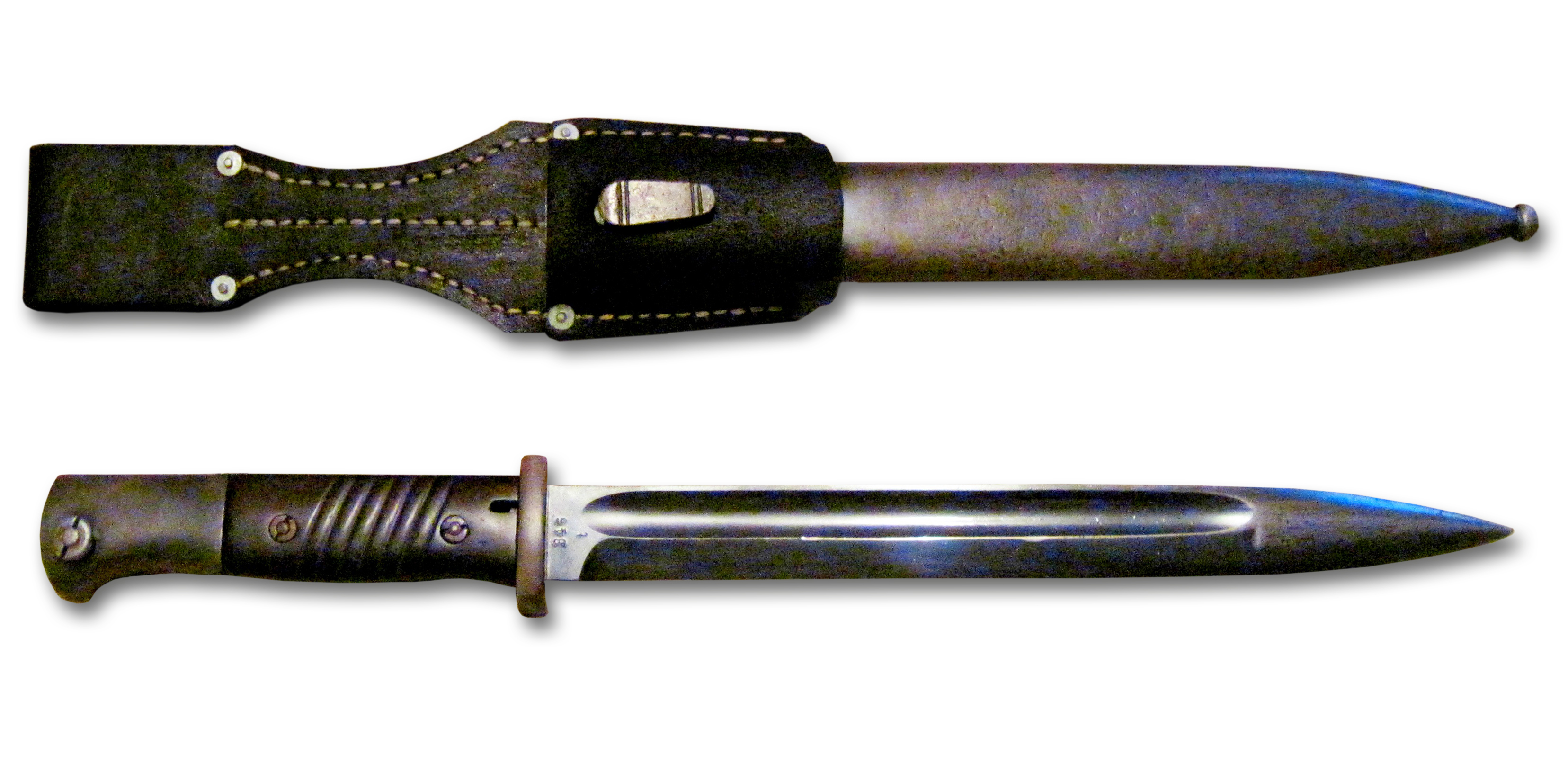
S84/98 III 총검과 총검집

K98k가 채용될 때 관련된 슬링, 총구 보호마개, 야전관리를 위한 Reinigungsgerät 34 (뜻: 소제키트 34, 이하 RG34 kit)가 함께 납품되었다. 1934년 도입된, RG34 kit는 2경첩 뚜껑을 가진 너비 85mm x 길이 135mm의 철제 상자에 윤활유, 탄창판 분해도구와 리시버 소제용구, 총열 소제용 알루미늄 체인, 소제 및 윤활용 브러시, 수입포로 사용하는 짧은 섬유 자투리가 들어 있다.
K98k는 S84/98 III 총검을 장착하도록 설계되었다. The S84/98 III는 252mm 길이의 검신으로 총 385mm 길이이며, 벨트에 총검집을 달기 위한 가죽 칼꽂이가 있다.

#### 총류탄 발사기

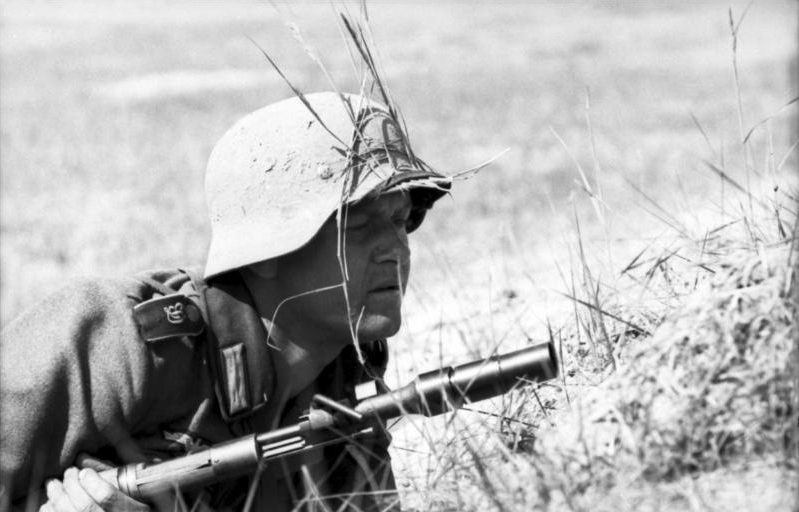
기갑척탄병사단 그로스도이칠란트 일병의 총류탄 발사기가 장착된 Karabiner 98k.

1942년, 제1차 세계대전 중 설계된 총류탄 발사기에 기초해 개발된 탈착형 총류탄 발사기 (Gewehrgranatengerät 혹은 Schiessbecher (영어: Shooting cup))가 도입되었다. 30mm 총류탄 발사기는 일반 K98k에 장착할 수 있게 하여 이전 모든 총류탄 발사기를 대체하려 했다. 1,450,113개가 생산되었으며, 보병, 요새, 경장갑차량에 대해 최대 280m 거리까지 대응할 수 있었다. 이런 여러 용도를 위해, 특수 추진탄약을 사용하는 총류탄이 개발되었다. 총류탄 추진탄약은 총열에서 총류탄으로 나무 탄두를 발사하며, 충격이 총류탄을 발사한다. 이 총류탄 발사기는 Karabiner 98a, Gewehr 98/40, StG 44, FG 42에도 장착할 수 있다.

#### 소음기
총류탄 발사기와 생김새가 닮은 K98k용 총구 탈착형 HUB-23 소음기가 제작되었다. 총기 산업계와 SS 병기연구소의 소음기 연구로, Schätzle 하사의 설계 요구에 기초한 HUB-23이 생산된다. HUB-23은 0.5kg, 180mm 길이다. HUB-23을 장착하고 화약을 줄인 총구속도 220m/s의 특수 아음속탄 (Nahpatrone (영어: near cartridge))을 사용한 K98k의 최대 유효사거리는 300m이다. HUB-23 소음기와 아음속탄은 75%의 소음효과가 있다. HUB-23 소음기와 아음속 탄약은 주로 브란덴부르크와 같은 특수부대와 저격수들에 의해 주로 사용되었다.

## 파생형

### Kriegsmodell
1944년 말부터, Kar98k 생산은 Kriegsmodell ("war model", 뜻: 전시형(戰時形))으로 전환된다. 생산속도를 증가시키기 위한 공정 단순화로, 필수적이지 않은 착검장치, 꼬질대, 스톡 디스크 (노리쇠 분해도구) 등의 부품을 생략했다. 부분적으로 Kriegsmodell 특징을 따르지 않는 식으로 최소 2가지 방식의 변형이 있으며, 일부 공장은 아예 Kriegsmodell 생산을 하지 않았다.

### 저격용

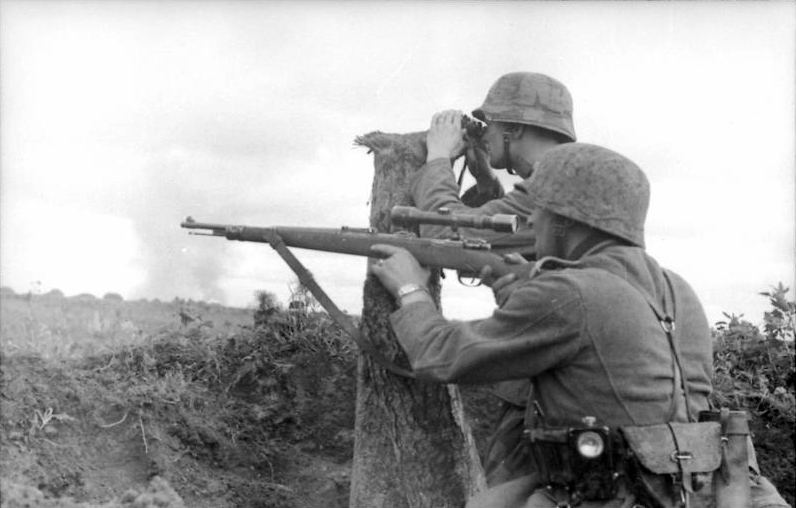
4배율 Zeiss ZF42 망원조준경을 장착한 Kar98k를 조준하는 독일군 저격수

저격수들을 위해서, 공장검사 중 정확도가 뛰어난 Kar98k가 선택적으로 저격소총으로서 망원조준경이 장착되었다. Kar98k 저격소총은 숙련 저격수가 사용할 경우 최대 1000m까지의 유효사거리를 보여준다. 독일 Zeiss Zielvier (이하 ZF39) 4배율 망원조준경은 50mm 단위로 100m-800m 사이, 일부는 100m-1000m사이의 탄도낙차 보정이 가능하다. Zeiss Zielsechs (이하 ZF42) 6배율과 8배율 망원조준경은 Ajack (4x, 6x), Hensoldt Dialytan (4x), Kahles Heliavier (4x)과 같은 여러 제작사에서 생산되었다. 망원조준경 마운트는 여러 제작사들에 의해 생산된 다양한 종류가 사용되었다. Kar98k는 망원조준경을 장착할 수 있게 설계되지 않았다. Kar98k에 망원조준경을 장착하는 것은 숙련 기술공에 의한 가공이 필요하다. 리시버 중심축 바로 위에 장착하는 망원조준경은 소총과 망원조준경 사이 충분한 공간을 확보하지 못해 노리쇠 손잡이 조작이나 안전장치 레버 조작을 간섭하게 된다. 조작하기 어려운 이 인체공학적 문제는 망원조준경을 리시버 위에 보다 더 높이 위치시키고, 어떤 경우는 안전장치 레버를 변형, 교체하거나, 망원조준경 축을 리시버 중심축의 왼쪽에 달아 오조준하는 방식 (offset 방식)으로 장착하여 해결하였다. 통상 스톡 개머리판이 벌집문양 미끄러짐방지가 된 저격수용 개머리판으로 교체되곤 한다. 독일에서 약 132,000정의 저격용 Kar98k가 생산되었다.

### 공수부대용
팔슈름예거 공수부대원을 위한 길이 단축으로 운반이 용이한 실험작 K98k이 생산되었다. 일반 K98k는 낙하산 강하에 소지하기에 너무 길다. 하지만, 독일 공수부대는 1941년 크레타 전투 이후 제한적인 전투강하만 치렀다. 따라서 소총들에 대한 수요도 적었다. 접이식 스톡 (Klappschaft)과 탈착식 총열 (Abnehmbarer Lauf)을 적용한 견본이 마우저 오베른도르프 공장에서 생산되었다.

### Gewehr 40k
G40k는 총 길이 1000mm, 총열 길이 490mm, 무게 3.2kg으로 K98k의 단축형 실험작이다. G40k의 가늠자는 1935년 기주 7.92×57mm IS 탄약으로 100m에서 1000m까지 100m 간격으로 조작한다. 82정의 G40k가 1941년 마우저 오베른도르프 공장에서 생산되었다.

## 리시버 각인 코드

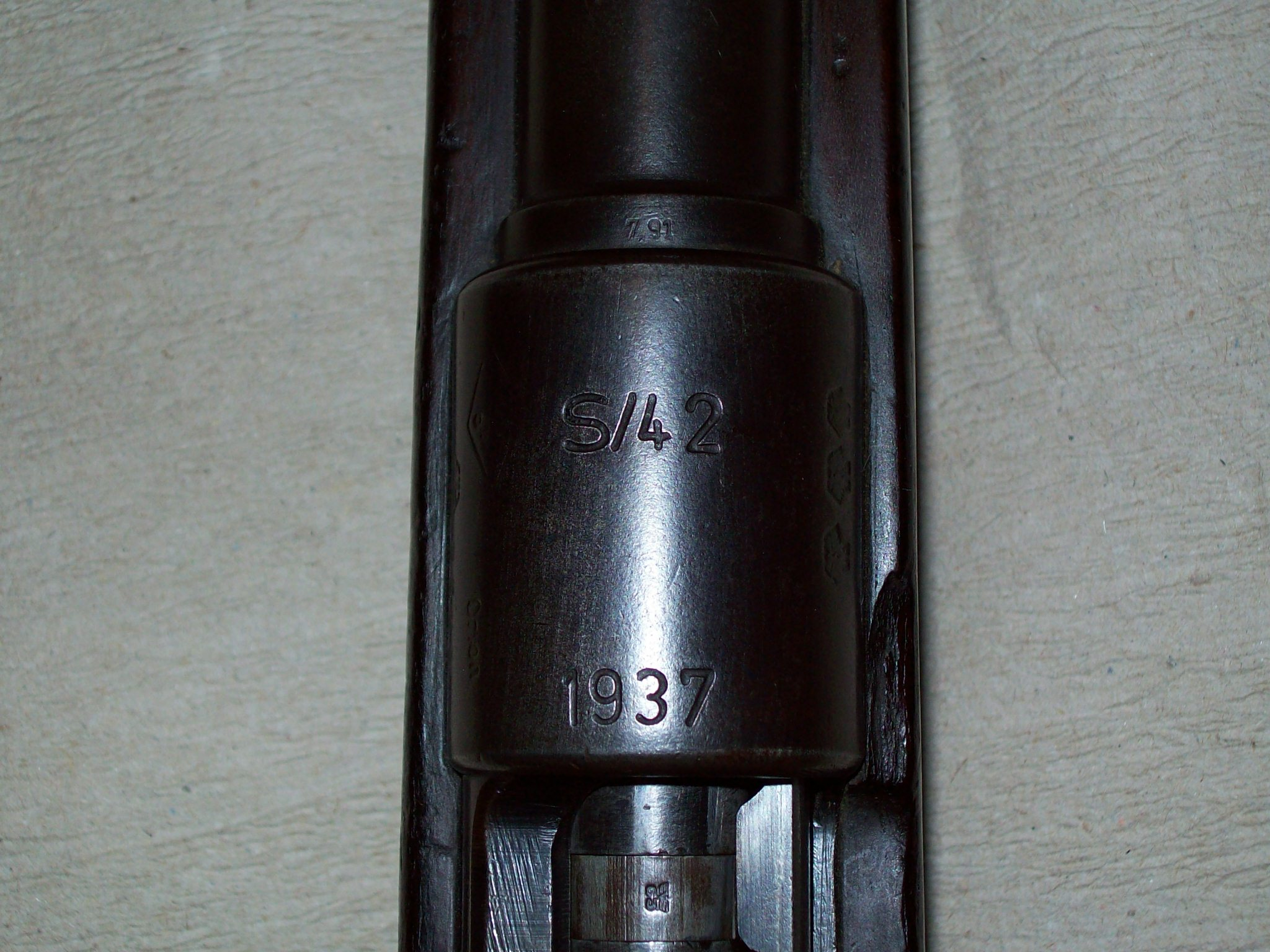
S/42 1937 각인을 가진 K98k, 1937년 마우저사 오베른도르프 공장 생산

K98k의 리시버에는 생산공장과 연도를 나타내는 각인이 있다. 초기에는 "S/"머리와 "K"꼬리 (1934년), "G"꼬리 (1935년)이 붙었다. 그 사이의 숫자 코드는 생산공장을 의미한다. 1935년 이후에는 "G"꼬리 대신 연도의 뒤 2, 또는 연도 4자리가 각인되었다.
우선 공장에 대한 숫자코드:
- 27  : Erma Werke / 독일 에르푸르트
- 42  : 마우저 / 독일 Oberndorf am Neckar
- 147 : Sauer & Sohn / 독일 줄
- 237 : Berlin-Lübecker Maschinenfabrik / 독일 뤼베크
- 243 : Mauser / 독일 Borsigwalde
- 337 : Gustloff Werke / 독일 바이마르
- 660 : Steyr-Daimler-Puch / 오스트리아 Steyr
- 945 : Waffenwerke Brünn / 체코 Brno

"S/"머리는 1937년부터 사라지고 문자코드가 사용되는데, 다만 일부 제작사가 얼마간 숫자코드를 유지한다.
공장에 대한 문자코드:
- ar  : 마우저 / 독일 Borsigwalde
- ax  : Erma Werke / 독일 에르푸르트
- bcd : Gustloff Werke / 독일 바이마르
- bnz : Steyr-Daimler-Puch / 오스트리아 Steyr
- BSW : Berlin-Suhler Waffen und Fahrzeugwerke / 독일 Suhl
- byf : Mauser / 독일 Oberndorf
- ce  : Sauer & Sohn / 독일 줄
- dot : Waffenwerke Brünn / 체코 Brno
- dou : Waffenwerke Brünn / 체코 Bystrica
- duv : Berlin-Lübecker Maschinenfabrik / 독일 뤼베크
- svw45 : Mauser 1945 production / 독일 Oberndorf
- swp45 : Waffenwerke Brünn 1945 production / 체코 Brno

복수의 제조사에 의해 생산된 경우 두 문자코드를 "/"로 병기한다. (ex. ce/bcd)

## 독일의 소총 교리
K98k는 숙련 사격수가 장거리에서 교전하는 것이 주된 군사교리였던 1900년 즈음 설계된 다른 군용 소총들과 같이 비교적 크고 무겁다는 단점을 가진다. 사격속도는 얼마나 빨리 노리쇠를 조작하는가에 따라 제한된다. 장탄량은 영국의 리-엔필드 소총들의 절반에 불과하였으나, 내장형인 덕에 무게중심이 휴대하기 좀더 편하다. 제1차 세계대전 중 G98에 실험적으로 내장탄창과 탄창판을 제거하고 장착하는 20발 들이 탄창이 생산되었다. 이는 K98k에도 장착 가능하나, 장전은 마찬가지로 5발 장전 클립이 필요하다.
미국이 1936년 반자동 소총인 M1 개런드를 제식화할 때, 독일은 소대의 화력을 다목적 기관총에 의지하는 전술교리로 인해 소총수의 역할을 기관총의 탄약을 나르고 엄호사격을 제공하는 것으로 삼아 볼트액션 소총을 계속 사용하게 된다. 전쟁 중에 G43을 402,713정 생산, StG 44를 425,977정 생산, 야전에 보급해 반자동 소총에 대한 실험을 한다. 하지만 반자동 소총과 돌격소총의 제한적 생산량에 의해 K98k는 종전일까지 주요 제식화기로 사용되고, 1945년 5월 항복까지 생산되었다.
반대로 근접전, 특히 소총의 사거리와 느린 속도가 쓸모없는 시가전에서는 기관단총이 선호되었다. 다만 소총탄이 시가지의 벽이나 엄폐물을 관통하는데는 더 효과적이다. 전쟁 말기, K98k는 기관단총의 권총탄보다 강하면서 시가전의 지근거리에서 기관단총만큼 사용할 수 있는 7.92×33mm Kurz를 사용하는 StG 44로 교체되기 시작한다. 전쟁 말기인 때문에 StG 44의 생산은 끝까지 수요에 맞추지 못했다.

## 사용 역사

### 제2차 세계대전 이전 수출

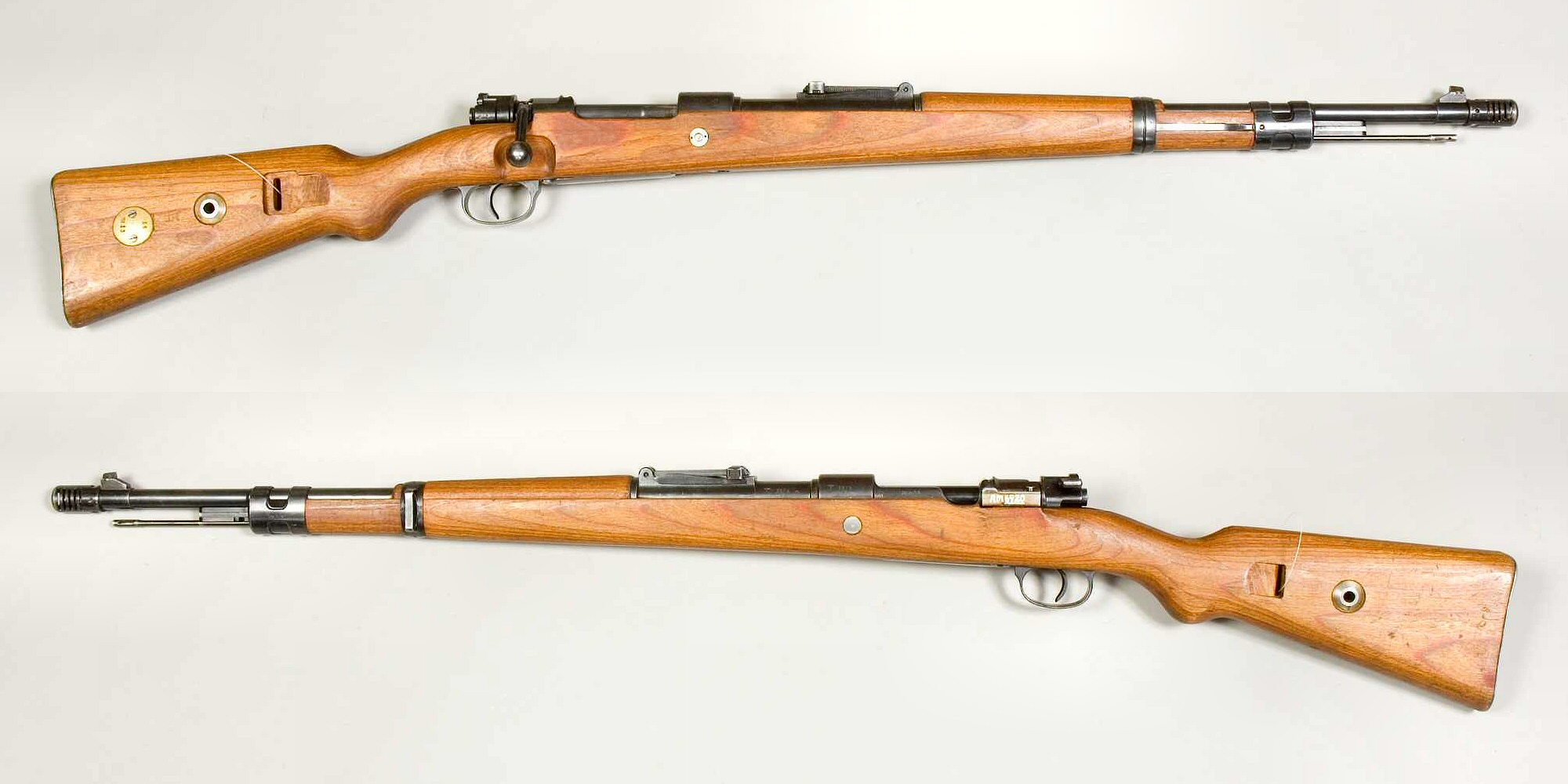
스웨덴 Gevär m/1940, 8×63mm patron m/32m 사용, 소염기 장착. 스웨덴 군사 박물관 소장품, 스웨덴 스톡홀름

대부분의 K98k가 독일군에게 납품되었으나, 제2차 세계대전 이전 해외로 수출되었다. 포르투갈에서, 마우저 베르케 공장 생산의 K98k를 다량 수입해 Espingarda 7,92mm m/937 Mauser 보병총으로 제식화하였다. 또한 중국으로 1935년-1938년 사이 수량 미상의 K98k가 수출되었고, 일본으로 1937년 20,000정이 수출되었다. K98k의 수출은 개전이 다가오면서 감소하여, 모든 생산물량이 국방군 무장에 투입되었다.

### 제2차 세계대전

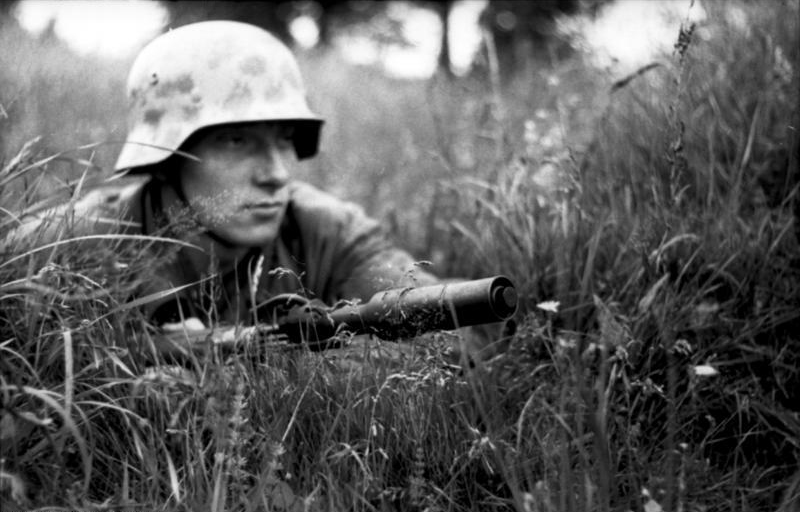
프랑스 북부에서 은폐한 독일군 병사, 1944년. K98k에 총류탄 발사기가 장착되어 있다.

마우저 K98k는 제2차 세계대전 중 모든 독일 국방군에 의해 사용되었다. 유럽, 북아프리카, 소련, 핀란드, 노르웨이 점령지를 포함해 독일군이 관련된 모든 현장을 지켜봤다. 전쟁 초기에는 독일의 적군이 사용한 화기와 견줄만 했으나, 미군과 소련군이 반자동 소총으로 교전하면서 사격속도의 단점이 분명해졌다. 하지만 여전히 국방군의 주요 보병총으로 종전까지 유지했다. 유럽 독일 점령지의 저항군은 노획한 독일 K98k를 주로 사용했다. 소련 또한 붉은 군대가 제2차 세계대전 초기에는 치명적인 소화기 부족에 있었기에 노획한 K98k와 기타 독일 보병화기를 널리 사용했다. 다수의 독일군 병사들이 K98k를 은어로 "Kars"라 불렀다.
스웨덴은 1939년 정식 납품 생산중에 있는 5,000정의 K98k를 주문했다. 경대전차 소총 목적으로서 gevär m/39 (영어: rifle m/39)라 명명되었으나, 곧 7.92×57mm 마우저탄으로는 원하는 관통력을 낼 수 없음이 밝혀지고, gevär m/39는 장거리 기관총을 위한 더 위력적인 8mm 탄약 8×63mm patron m/32를 사용하도록 약실을 교체한다. 따라서 K98k는 스웨덴에서 8×63mm patron m/32를 사용하도록 약실이 교체되고, M98 방식의 내장 탄창 역시 더 큰 8×63mm patron m/32 탄약에 맞게 장탄량을 4발로 감소시켜 수정하면서, pansarvärnsgevär m/40으로 제식화되었다. 강한 자유주퇴 (반동)을 감소시키기 위해 소염기가 장착되고, 이것이 gevär m/40로 명명, 제식화되었다. 하지만 이들의 성능이 만족스럽지 못해서 곧 퇴역하고, 종전 후 판매되었다.

### 제2차 세계대전 전후 사용

#### 소련 노획 ("RC", russian capture)

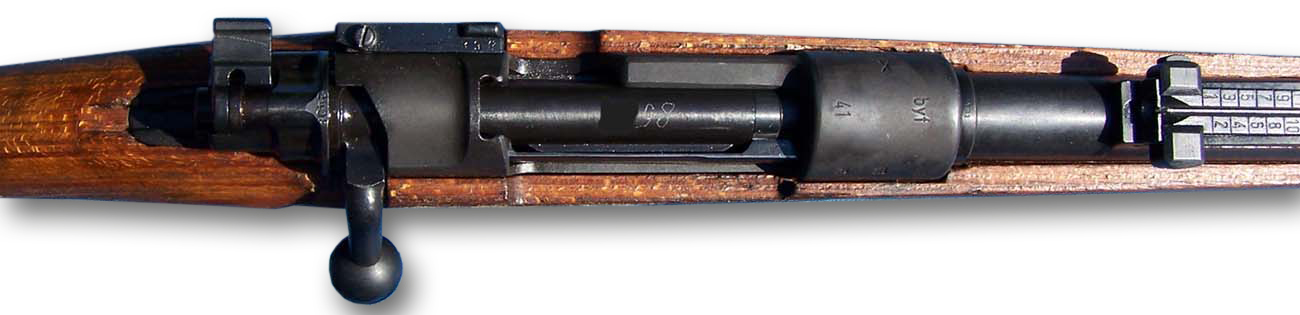
K98k의 작동부 클로즈업. 노리쇠의 전기펜으로 쓴 숫자와 리시버 왼쪽의 X 각인은 소련 노획을 거쳤음을 의미한다.

제2차 세계대전 중, 소련은 수백만 정의 마우저 K98k를 노획하고, 1940년대 말에서 1950년대 초까지 복수의 병기공장에서 재생하였다. 이 K98k들은 서방진영과의 잠재적 분쟁 발생시를 대비해 비축한 것이다. 수집가 사이에서 "RC" (russian capture) 마우저로 불리고, 리시버 왼쪽의 대충 찍은 "X" 각인, 두껍고 대충 복구된 블루잉, 재조립시 섞여 시리얼번호가 일치하지 않는 부품들, 노리쇠 등 작은 부품들의 전기펜으로 쓰인 시리얼번호로 구분할 수 있다. 소련 병기창은 총의 오리지널 파트를 시리얼번호에 맞게 조립할 생각을 하질 않았고, 꼬질대, 가늠쇠 후드, 잠금나사 (주 나사의 측부를 간섭해 잠그는 소형 나사)처럼 불필요하다고 생각된 부품을 고철로 폐기했다.
대부분의 이 K98k들은 초기 냉전기간 동안 모신 나강 소총과 더불어 중부 유럽, 동남아시아 등의 공산주의자나 막시즘 혁명운동, 공산국가에 수송되었다. 무상 잉여병기의 안정적 공급은 모스크바가 소련의 최신 보병화기는 제공하지 않고도 '그럴듯한 명분' (관용어: plausible deniability)을 유지하면서 이들 운동과 국가를 지원하는 유일한 방법이었다. (이후에 SKS와 AK-47을 공급한다.)
소련이 냉전시기 마우저 K98k (기타 노획한 독일 보병화기 포함)를 공산권 동맹에게 공급한 한 사례는 북베트남 정규군과 남베트남 베트콩에게 군사물자를 원조했던 월남전이다.
꽤 많은 수량 (1차 인도차이나 전쟁 후 프랑스군이 남기고 간 K98k의 수량 만큼)의 RC K98k가 베트콩 게릴라와 베트남 인민군 (NVA)의 손에서 미군, 남베트남군, 한국군, 호주군, 뉴질랜드군에 의해 모신-나강, SKS, AK-47 같은 소련제 무기와 함께 발견되었다.

#### 독일점령지의 해방 후 제식화
제2차 세계대전 이후, 나치 독일에 침략, 점령당했던 '철의 장막'의 동서 양 진영 많은 유럽 국가들이, 종전 후 독일군이 남기고 간 무기의 양이 많아 마우저 K98k를 표준 제식소총으로 사용했다.
프랑스, 노르웨이 같은 국가는 K98k와 기타 독일제 무기들을 종전 이듬해까지 사용했다. 프랑스는 독일의 프랑스 점령지역에서 잠깐이지만 약간 수정된 K98k를 생산했다. 새로 생산된 K98k는 인도차이나에서 잠시 사용했던 프랑스 외인부대를 포함해 일부 프랑스군이 사용했다. 이 K98k들은 서독 국경수비대도 사용했다.

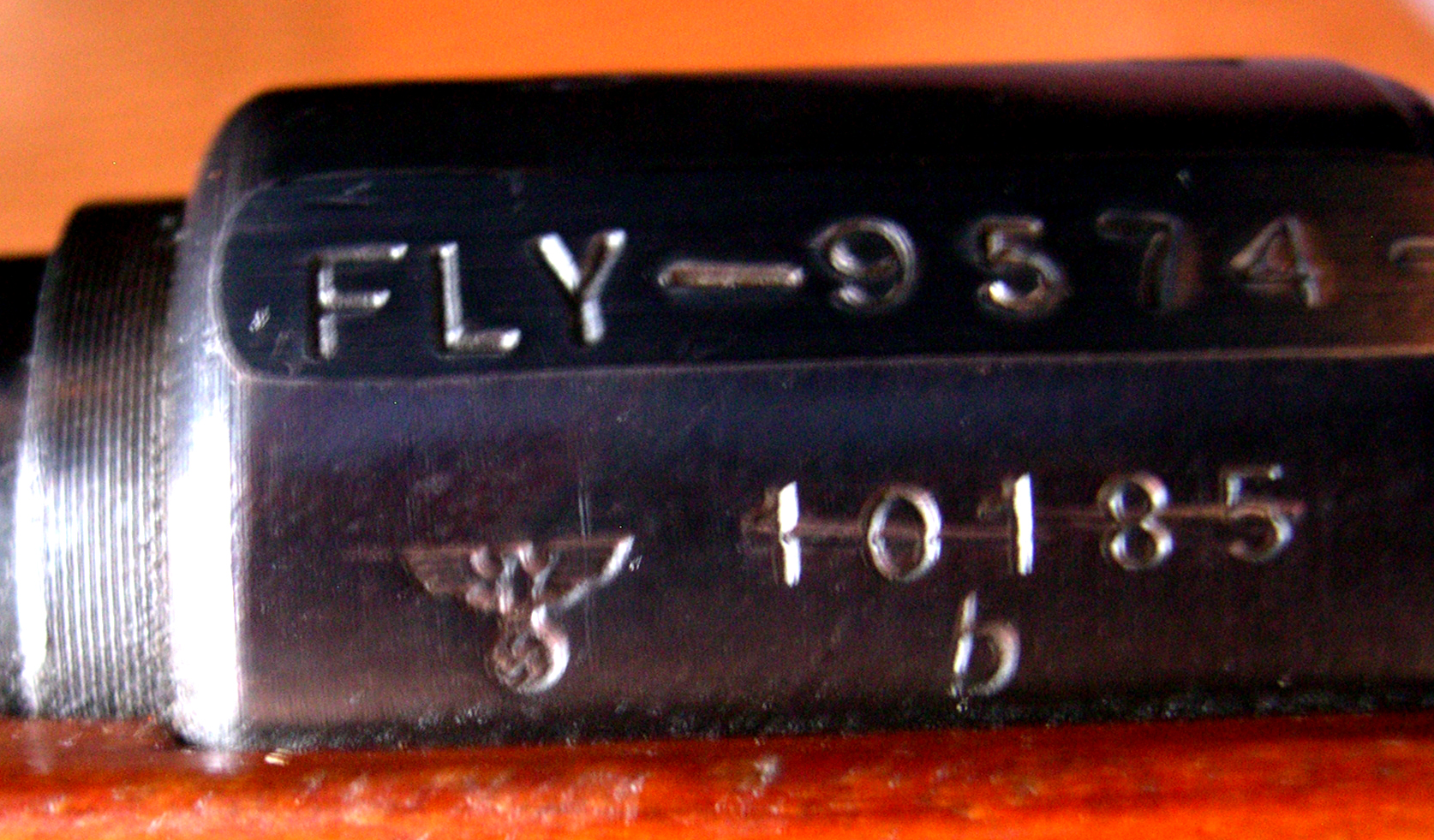
나치 독일의 상징인 슈바스티카가 있는 독수리는 노르웨이군이 사용한 총에서 아직 많이 볼 수 있다. 시리얼번호의 "FLY"머리는 Flyvåpenet (공군)이 사용했음을 의미한다.

노르웨이의 노획 K98k는 곧 미국 M1 개런드가 표준 제식이 되어 대체되었으나, M1의 .30-06 스프링필드 탄약을 사용하도록 총열을 교환하고, 약간 긴 탄약의 클립 장전을 위해 리시버를 약간 잘라내는 개조를 통해 노르웨이 시민군에서 1970년대 후반까지 사용하였다. 이 노르웨이 개조품은 리시버 왼쪽 위에 편평한 절단면을 갖고, 그곳에 사용주체에 대한 머리문자와 함께 새로운 시리얼번호가 각인된다. 일부는 7.62×51mm 나토 탄약을 쓰도록 약실교체가 되었으나, 단 수천정만이 개조되고 AG-3 (H&K G3)를 M1과 K98k를 대체해 채용한 때문에 취소되었다. 1945년 독일군이 남긴 K98k의 작동부는 Kongsberg Våpenfabrikk (현 Kongsberg Small Arms)가 군용 저격소총 및 민수용 사냥총 (마우저 M59, 마우저 M67)을 만드는데 사용한다. 이들은 2000년대까지 노르웨이군에 의해 사용되었다.
서독에서는, 1950년대에 준군사조직으로서 경보병 무장한 연방 국경수비대 (Bundesgrenzschutz, BGS)에 의해 사용되었다.
K98k는 전후 2-3개 공장을 거쳐 재생되기도 하면서 공산진영에 널리 분포되었다. 동독, 동독노동자적단 (Kampfgruppen der Arbeiterklasse)과 같은 군 혹은 준군사조직에 의해 사용되었고, 1960년대 소련제 무기로 대체되었다.

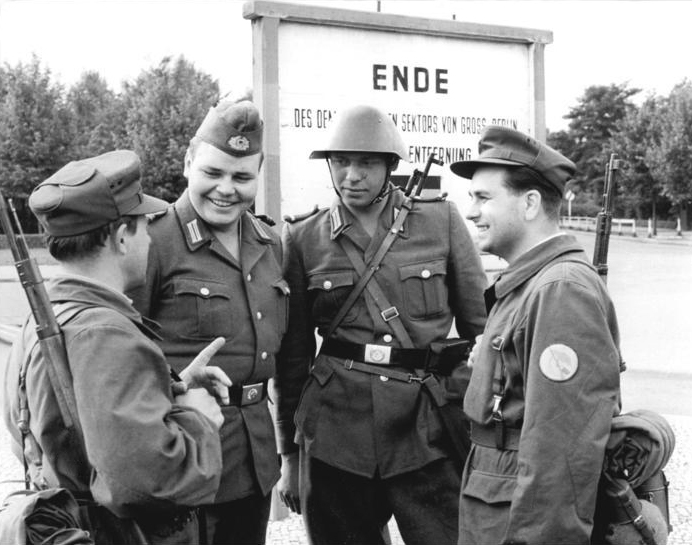
동독의 동독노동자적단과 동독 국경수비대 대원들, 1961년 베를린 구역. 대원들이 K98k로 무장하고 있다.

동독이 재생한 K98k는 두꺼운 블루 피니시, '불로 지진' 검인 마크, 때로 재생한 공장을 뜻하는 '1001' 각인이 적용되었다. 다수가 리시버의 시리얼번호를 맞추기 위해 재각인되고 기존 번호는 줄을 그었다. 동독과 체코 재생 K98k의 다수가 서방으로 1980년대 후반에서 1990년대 초반 수출되어 수집가들의 손에 있다. RC K98k도 2000년대 초반에서 중반에 대량으로 서방에 수출되었다.

#### 유고슬라비아 전후 재생
제2차 세계대전 후 무기의 부족으로, 유고슬라비아의 무기제조사 Zastava Arms는 남겨지거나 전쟁 중 노획된 독일제 K98k를 재생했다. 이 K98k는 리시버에서 독일 공장코드 각인이 삭제되고 유고슬라비아 공산주의 문장으로 대체된 것, 리시버 링의 "Preduzece 44" 각인으로 구분할 수 있다. 또한, 1950년 이후 재생된 경우, 리시버 왼쪽 "Mod. 98"의 끝에 "/48"을 이어 각인해 "Mod. 98/48"으로 찍혀 있다. 이 K98k들은 Zastava M98/48로도 불린다. 재생된 'Prеduzeće 44 K98k'는 1990년대 유고슬라비아 내전에서 사용되었다.

## 제2차 세계대전 이후 파생
대부분 해방된 유럽국가들이 K98k와 유사한 소총의 생산을 계속했다. 벨기에의 Fabrique Nationale de Herstal (이하 FN), 체코슬로바키아의 Česká zbrojovka firearms (이하 CZ)는 라이센스를 가진 그들의 구형 모델과 신형 K98k를 생산했는데, 대부분이 남겨진 독일제 부품이나 노획한 기계를 통해 조립되었다.
나치 점령 이후 제식화된 경우처럼 파생형의 전후 생산은 충분한 수의 현대적 자동소총이 개발, 생산될 때까지의 임시방편이었다. K98k 방식의 소총 대부분이 곧 예비물자로 보관되거나 매우 싼 가격에 제3세계 신흥국가나 반군에게 판매되었다.
FN과 CZ는 수정된 Kriegsmodell 설계를 사용해, 꼬질대와 스톡 디스크가 없지만, 착검장치는 남겼다. 체코슬로바키아에서는 P-18 또는 'puška vz.98N'으로 불리며, 전자는 제조사가 명명한 가칭이고, 후자가 공식 군 명명으로 N은 루마니아어로 독일 (německá)의 약자다. 체코슬로바키아 버전은 ZB (Zbrojovka Brno)라는 비공식 이름으로 알려져 있는데, 체코슬로바키아 브르노에 위치한 CZ사에서 따온 것으로, 루마니아의 애국전선이 사용했다.

### 유고슬라비아 M48
1948년부터 1965년까지, 유고슬라비아의 Zastava Arms는 양차 세계대전 간에 수입했던 FN사 마우저 소총과 유사한 카피를 생산하고 Zastava M48로 명명했다. 독일제 K98k와 차이는 유고슬라비아 M1924 소총 시리즈 (널리 퍼져있는 체코 Vz 24는 일반 마우저 볼트액션 후퇴거리를 가지므로 구별 요)의 좀더 짧은 볼트액션 후퇴거리를 갖고 있고, 더 두꺼운 총열 강선, (유고슬라비아는 크로뮴 철 광석 분포가 적어, 독일 Krupp사나 스웨덴제 강철처럼 강한 강철을 생산하지 못했다) 가늠자를 둘러싼 핸드가드 (독일식 핸드가드는 M48과 같은 남아메리카 수출품의 핸드가드와 달리 가늠자의 앞에서 시작한다)가 있다.
M48의 사냥총 파생형은 Zastava Arms에서 아직 생산중이다.

### 스페인 M43

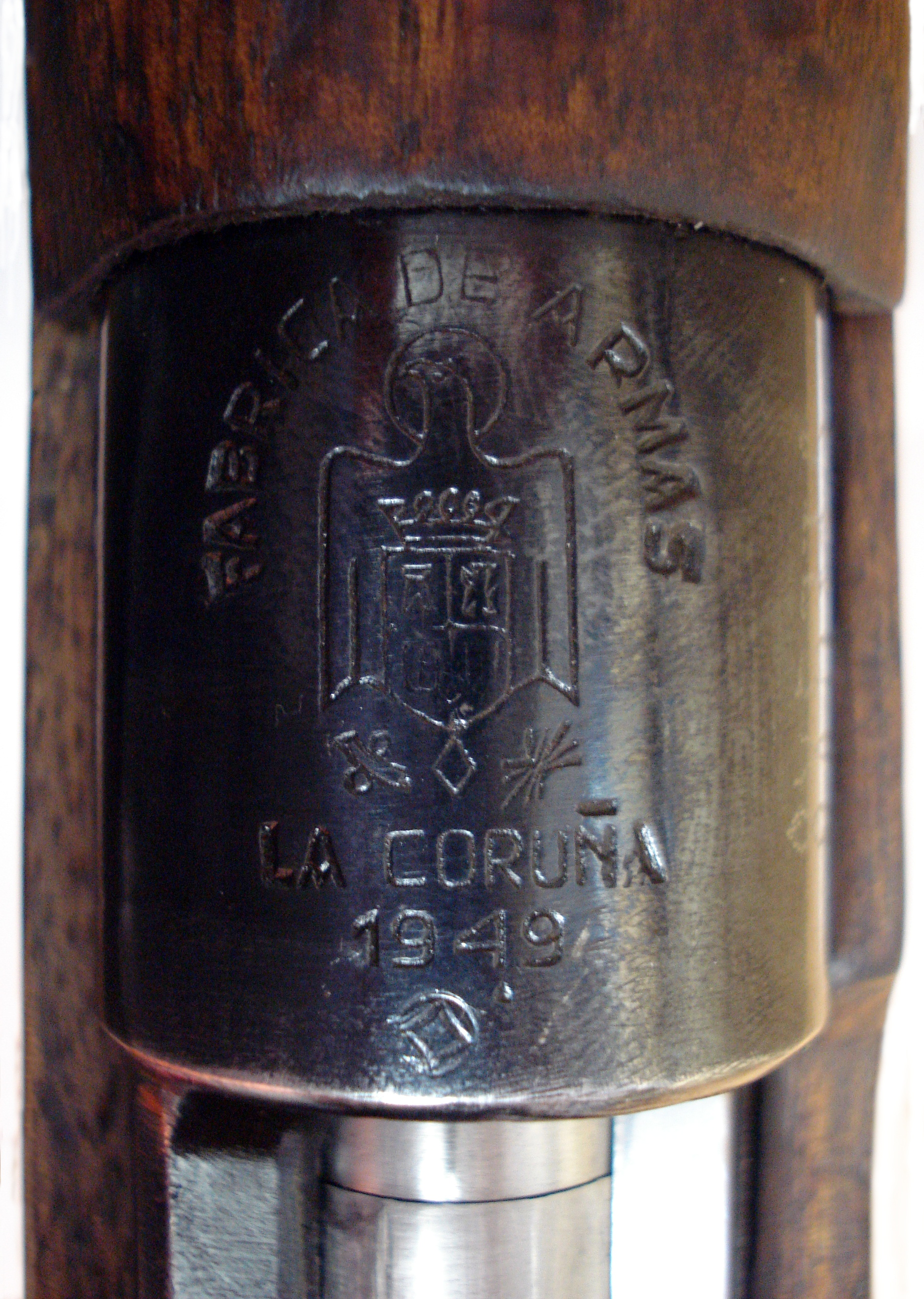
스페인 마우저 M43 - Fabrica De Armas De La Coruña

1957년까지 La Coruña에서 생산된 스페인 M43은 K98k의 파생형으로 수평 노리쇠 손잡이, 가늠쇠 후드, 초기 Reichspostgewehr처럼 스톡 앞의 손가락홈이 있다. 7.92×57mm 마우저 탄환을 사용한다. 스페인이 CETME 자동소총으로 대체할 때, 다수의 M43이 군 훈련목적과 국민경호대 (Guardia Civil) 용도로 FR8로 개조되었다.

### 이스라엘 마우저 소총

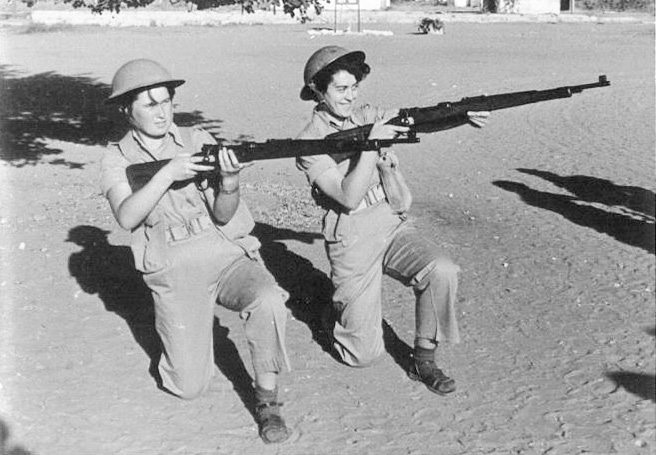
1954년 K98k로 훈련중인 이스라엘 여군 병사

몇몇 비유럽 국가들과 게릴라 조직들도 새 국가를 건국하기 위해 K98k를 사용했다. 이스라엘이 한 예로, 1940년대 후반에서 1970년대까지 K98k를 사용했다.
이스라엘 건국에서의 K98k의 사용은 오늘날 사람들과 수집가들 사이에서 많은 흥미를 끌고 있다. 팔레스타인지구의 많은 유태인 조직들이 제2차 세계대전 후 유럽에서 얻은 K98k로 팔레스타인의 영국군에 대한 게릴라 공격이나 유태인 이주자들에 대한 아랍의 공격을 방어했다.
현 이스라엘 방위군으로 개편된 하가나 (Haganah)는 다량의 K98k와 기타 잉여 무기들 (주로 영국의 Lee-Enfield, 전후 유럽에서 온 모신 나강)을 구입한 팔레스타인의 유태인 무장조직 중 하나였다. 다수의 이스라엘이 사용한 독일 잉여 K98k는 나치 병기국 각인과 문양은 위에 이스라엘 방위군, 히브리 알파벳 병기창 각인으로 덧씌워졌다.
중동전쟁에서, 팔레스타인의 하가나와 다른 유태인 부대는 영국 승인 하에 무기금수조치가 되기 전에 최대한 많은 무기를 보유하려고 했다. 중요한 구매 중 하나가 1948년 1월 14일, 4,500정의 P-18 소총, 50,400,000발 탄약을 포함하는 $12,280,000 규모의 체코슬로바키아-이스라엘 군물자수송 1947-1949 계약이다. 이후, 새로 구성된 이스라엘 방위군은 이번엔 FN이 생산한 K98k을 주문했다. 이 K98k는 이스라엘과 벨기에의 각인 및 문양이 있으며, 1948년 이스라엘이 건국된 후 생산, 판매되었다. 어느 순간, 이스라엘은 모든 마우저 98 방식 소총을 수중에 넣고 있었고, 이들을 표준화하는 작업이 시작되었다. (대부분 체코슬로바키아의 Vz 24, 하지만 에티오피아부터 멕시코까지 소량의 마우저 소총들도 이스라엘로 들어왔다) 이 개조품들의 오리지널 리시버 각인은 수정되지 않아서, 수집가들이 이드르이 출처를 밝히는 데 용이하다. 이스라엘 K98k는 독일 제식과 같은 총검 설계를 사용하고, 착검시 총열에 거는 고리가 추가되었다. 이스라엘 총검은 독일제의 개조와 이스라엘 생산품이 섞여있다.
1950년대 말, 이스라엘 방위대는 1958년 FN FAL을 주 제식소총으로 채용함에 따라 K98k의 사용탄약을 독일제 7.92×57mm 마우저에서 7.62×51mm 나토로 개조하는 작업을 했다. 개조된 이스라엘 K98k는 리시버에 "7.62" 각인을 갖는다. 오리지널 독일 스톡을 가진 개조 K98k는 아직 운용중인 7.92mm용 K98k와 구분하기 위해 "7.62"가 스톡의 개머리 아래 끝에 태워져있다. 일부 K98k는 오리지널 스톡을 유지하는 것들과 달리 최근 제작된 새로운 번호 없는 너도밤나무 스톡으로 맞춰져 있다. 모든 개조 K98k들이 사용가능하도록 검수된 것들이다.
K98k는 이스라엘 방위군의 예비부대에서 1960년대, 1970년대에 잘 사용되었고, 다양한 지원, 병참부대에서 3차 중동전쟁 (6일 전쟁, 6월 전쟁), 4차 중동전쟁 (욤 키푸르 전쟁) 시 제 역할을 했다. 예비군에서도 퇴역한 후, 이스라엘 K98k는 제3세계 국가들에게 군사원조로 1970년대, 1980년대에 제공되거나 무기시장에 군 잉여물자로 판매되었고, 대부분이 호주와 미국로 수출되었다. (이스라엘 마우저는 호주 잉여물자 소화기 시장에서 거래되는 마우저 K98k 중 가장 많은 파생형이다) 제3세계 군대에게 제공된 이스라엘 마우저는 민수용으로 다시 미국에 수입되는데, 직접 수입된 이스라엘 재고보다 매우 상태가 안 좋은 편이다.

## 현재의 사용

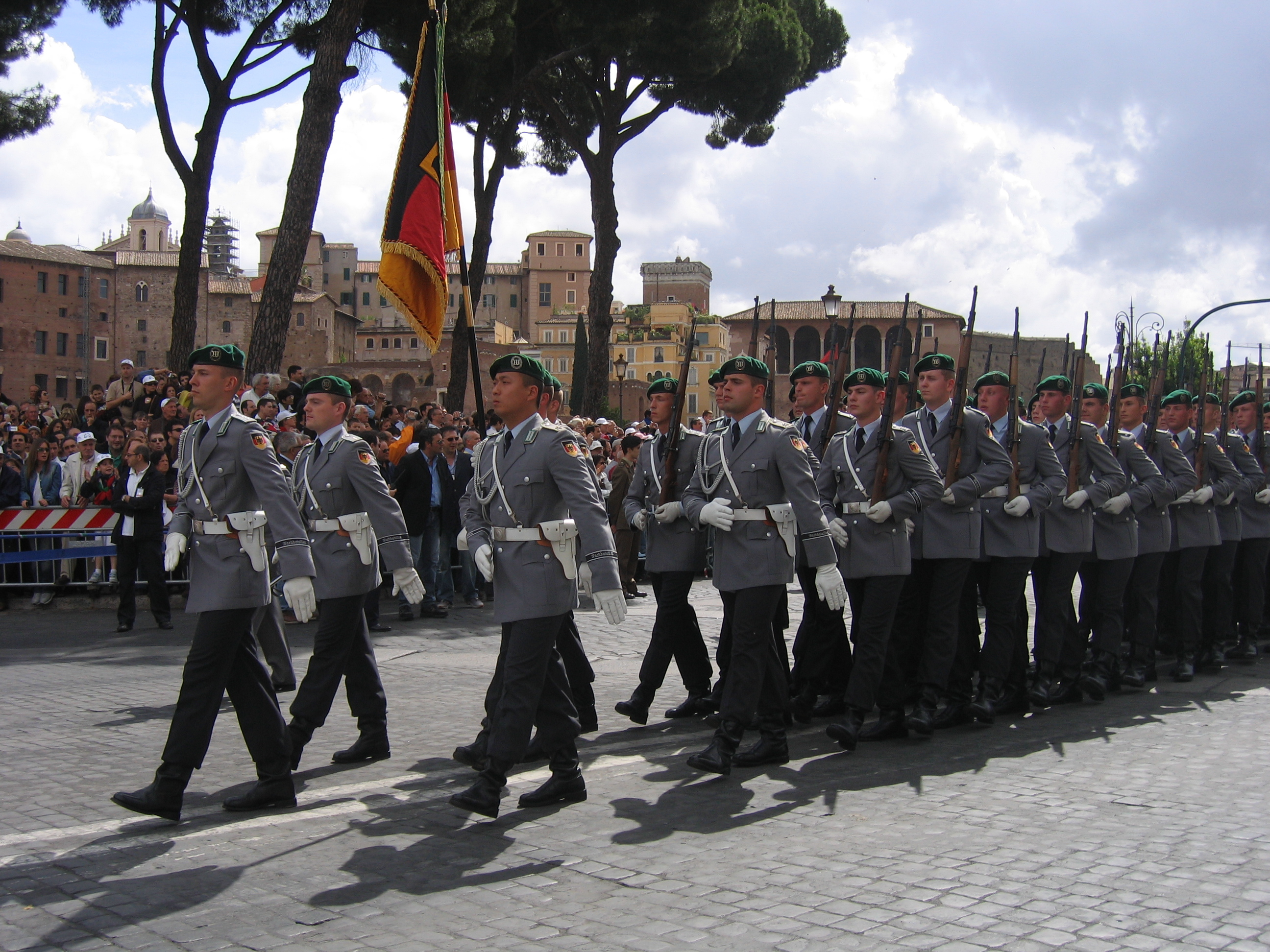
독일연방군 의장대 (Wachbataillon) 병사들이 K98k를 들고 행진중이다, 2007년.

독일연방군은 아직 Kar98k를 독일연방군 의장대에서 군사퍼레이드와 쇼를 위해 사용한다. 1995년, K98k에 남아있던 슈바스티카와 나치 시대 각인이 독일사민당의 비판을 받고 제거되었다.
1990년대, 유고슬라비아 내전에서 유고슬라비아 K98k와 유고슬라비아 Zastava M48, M48A 소총이 현대 자동화기, 반자동화기와 함께 모든 진영에서 사용되었다. 보스니아-헤르체고비나에서 전쟁 중, 보스니아 사라예보시의 고층빌딩에서 전투원들과 저격수들이 유고슬라비아제 마우저 소총을 사용하는 모습을 찍은 다수의 사진이 있다.
노르웨이군은 현재 (2008) K98k 볼트액션에 기초한 Våpensmia NM149, NM149-F1 저격소총을 사용한다. 마우저 M98 방식 소총들은 1945년 제2차 세계대전 종전 때 노르웨이에 노획되어, 여기서 유래한 요소들이 여러 제조사에 의해 Våpensmia의 수리, 보수나, NM149, NM149-F1을 생산하는데 사용된다.
K98k는 이탈리아 반도의 공화국 San Marino의 요새경비대 (Guardia di Rocca)가 사용한다.
2003년부터, K98k이 (모신 나강, Lee-Enfield, Zastava M48도 함께) 이라크에서 미군과 연합군에 의해 목격되는데, 이라크 반군이 K98k와 다른 볼트액션 소총을 좀더 현대적인 AK-47 시리즈, SKS 카빈과 함께 사용한다. 7.92×57mm IS 탄약의 사거리로 인해 반군들에게 K98k를 저예산 저격소총이 된다.
많은 제3세계 국가들이 K98k를 병기창에 갖고 있고, 앞으로도 지역 분쟁에서 모습을 보일 것으로 보인다.

## 민간 사용

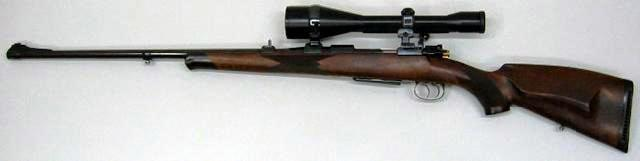
마우저 K98k에 기초한 사냥총

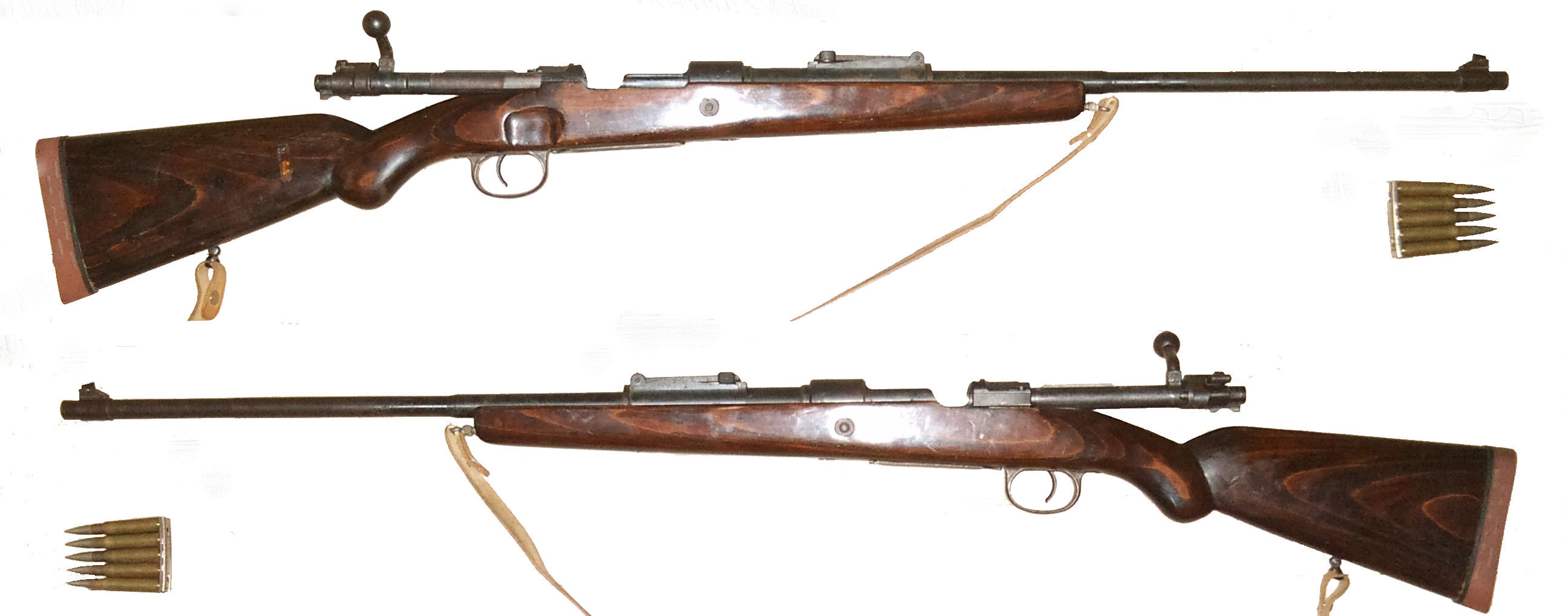
사냥총으로 개조된 개인 소유의 마우저 K98k, 개조는 종전 직후 이루어진 것으로 보인다

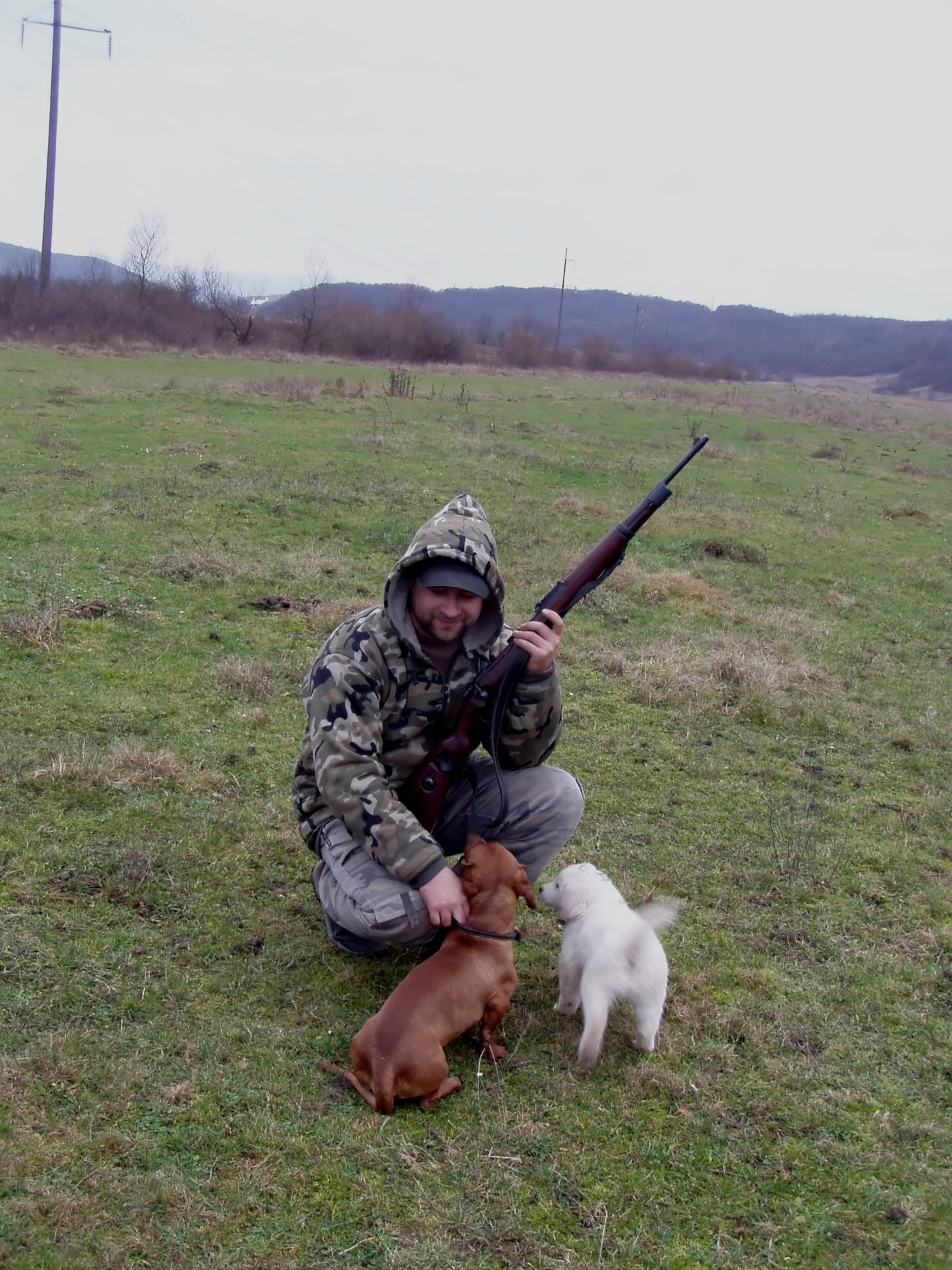
우크라이나 Zakarpattia Oblast의 사냥꾼과 K98k, 2010년

독일에 의해 제2차 세계대전 중 사용된 K98k는 수집가의 소장품으로 자주 추구되고 있다. K98k는 많은 소총 사격애호가에게는 신품이나 잉여물자 모두 재고가 많은 7.92×57mm IS 탄약을 쓰기도 하고 군용소총 수집가에게는 소총 자체의 역사적인 배경 때문에 인기가 많다. 2010년, 제2차 세계대전 중 소련에 노획되어 1940년대 후반, 1950년대 초반 재생된 K98k가 대량으로 군용 잉여물자 소총시장에 나타났다. 소련 노획 K98k의 특별한 역사 때문에 미국과 캐나다, 군용소총 수집가부터 표적사격애호가와 생존주의자까지 몰려든 구매자들이 그 인기를 보여줬다.
널리 퍼진 잉여 K98k의 가용성, 그리고 이들이 사냥 및 스포츠 용도로 쓰일 수 있다는 점이 K98k에 대해 민간인들이 흥미를 느끼게 했다. 제2차 세계대전 후 독일 사냥꾼들이 full bore 소총 (사격 용어로, 사격 경기용 소총의 구분에서 small bore는 5.6mm 소구경, full bore는 7.6mm 대구경을 의미한다) 을 소유하는 것이 다시 허용됐을 때, 보통은 양이 많고 값싼 전 국방군 제식소총들로 자신들을 "재무장"했다. 민간인들은 이 제식소총들을 과감하게 망원조준경 장착, 사제 사냥용 스톡, 사제 방아쇠 등으로 사냥용 개조하고, 오리지널의 군용 약실규격을 뜯어고쳤다. 건스미스들이 K98k의 총열과 약실을 유럽, 미국 사냥용 소총처럼 6.5×55mm 스웨덴 마우저, 7×57mm 마우저, 7×64mm, .270 윈체스터, .308 윈체스터, .30-06 스프링필드, 8×60mm S, 8×64mm S, 등등을 사용하도록 개조했다. 매그넘 사냥용 탄약으로 6.5×68mm, 8×68mm S and 9.3×64mm Brenneke도 특별히 군용 마우저 M98 시스템을 위해 제작되었다.
잉여 K98k 작동부들은 덴마크의 Schultz & Larsen에 의해 Schultz & Larsen M52 Target Rifle의 기초에 사용되었다. 작동부의 독일제 각인이 삭제되고, 회색 인산염으로 다시 마감되었으며, 새 시리얼번호와 검인 마크가 적용되었다. Schultz & Larsen의 M52, M58 Target Rifle은 K98k 스톡을 단축하고 재생했다. 후기 버전은 새 스톡을 맞추고 .30-06, 6.5×55mm, 7.62mm NATO 탄약을 사용할 수 있다. 일부는 아직도 시합용으로 사용한다. 반면 독일제 K98k의 개조품들 외에 FN Herstal, Zastava, Santa Barbara (스페인) 등 제조사의 사냥용 파생형들도 다양한 구경 (주로 대구경 사냥용)으로 구할 수 있다.

### 현대 민수용
마우저 방식 볼트액션은 볼트액션 소총 설계의 정점으로 널리 알려져있다. 볼트액션 방식의 현대 무기들의 주류가 군용과 민수용을 가리지 않고 마우저 방식에 기초한다. 3방향 안전장치 레버와 수동 급탄의 신뢰성은 다른 설계에서 보기 힘든 주목할만한 세련함, 정교함이다.
지금까지의 설계는, 표준 사이즈와 확대 버전의 마우저 M98 방식이 민수용으로 생산되어오고 있다.
John Rigby & Company는 1900년대 초반 M98 매그넘 액션을 개발하기로 계약했다. 이는 주로 Big Five game이나 기타 위험한 종목 사냥에 필요한 대구경 탄약으로 작동하기 위한 설계이다. 이 사냥에 특화된 형태를 위해서는 열악한 상황에서도 완벽한 신뢰성을 보여주는 것이 매우 중요하므로, 다른 볼트액션보다 믿을 수 있는 수동 M98 볼트액션은 기본이 되었다. 1911년 John Rigby & Co.가 그 크기 때문에 오직 M98 매그넘 액션에만 사용할 수 있는 .416 Rigby 탄약을 소개했다.
Zastava Arms는 현재 (2010) Zastava M48 군용소총과 Zastava M07 저격소총의 단축총열 파생형인 M48/63 사냥총을 생산한다.
1999년부터 마우저 M98과 M98 매그넘 소총은 독일 Mauser Jagdwaffen GmbH (영어: Mauser Huntingweapons Ltd.)가 소유한 1936년의 설계도 원본과 마우저 소총 특허권에 따라 생산이 계속되고 있다.

## 대중 문화

### 게임
- 배틀그라운드, 배틀그라운드 모바일, 배틀그라운드: 뉴 스테이트에서 저격소총 Kar98k로 나온다.

- 콜 오브 듀티 시리즈에 Kar98로 등장한다.
- 독일군이 등장하는 게임에서 Kar98로 등장한다.
- 소녀전선에서 어플 아이콘으로 나오는 5성 저격소총이다.

## 같이 보기
- 모신 나강
- M1903 스프링필드
- AWM